# セレンチ - ニーレジハーザ線
セレンチ - ニーレジハーザ線（ハンガリー語: Szerencs–Nyíregyháza-vasútvonal）は、ハンガリー国鉄の鉄道線の名称である。路線番号は100。ミシュコルツ、ニーレジハーザ、デブレツェンといった、ハンガリー東部の都市を相互に結ぶ路線である。
2017年以前は、80号線の一部として扱われていた。

## 運行形態[1]

### 特急(IC)
下記の1系統が運行している。
- トカイ号：　ブダペスト東駅 - セレンチ - ニーレジハーザ - デブレツェン - ブダペスト西駅
2時間に1本の運行。セレンチ以西は80号線に、ニーレジハーザ以東は100号線本線に直通する。
過去の運行形態
2017年以前は、便毎に愛称名が異なっていた。また、西行のうち1日片道1本のみ、ニーレジハーザ始発の特急(Gy)として運行していた。
2017年末に、西行の特急(Gy)が、区間特急(S)に種別が変更され、ラカマズ停車となった。
2018年末から2020年春にかけて、西行の区間特急(S)が、休日に限り特急(Gy)として運行していた。
2022年度より、区間特急(S)が、ラカマズ停車のまま特急(IC)に統合され、ブダペスト西駅始発となった。4月より、愛称名がトカイに統一された[2]。

### 普通
下記の1系統が運行している。
- フュゼシャボニ - セレンチ - ニーレジハーザ
2時間に1本の運行。セレンチ以西は80号線に直通する。午後は増発され、1時間に1本の運行となる。
2020年以前は、午後の半数がセレンチ - ニーレジハーザ間のみの運行であった。また、かつては特急停車駅とラカマズにのみ停車する列車もあったが、2022年4月までに特急に格上げされた。

### 過去の運行種別
- 特急(O)
  - ミシュコルツ → セレンチ → ニーレジハーザ
2019年以前、一日あたり片道1本のみ運行していた。停車駅は区間特急(S)と同じであった。セレンチ以西は80号線から直通していた。
2018年度、および2020年以降は、途中駅を通過する普通列車として運行している。

## 駅一覧
以下では、ハンガリー国鉄30号線の駅と営業キロ、停車列車、接続路線などを一覧表で示す。なお、ブダペスト近郊についてはブダペスト - ハトヴァン線の項目を参照。
- 種別
  - IC：特急
  - Sz：普通

- 停車駅
  - ■印：全列車停車
  - ●印：大部分停車、一部通過
  - ○印：大部分通過、一部停車
  - ｜印：全列車通過

| 路線名 | 駅名                 | 駅間営業キロ | 累計営業キロ | IC | Sz | 接続路線 | 所在地                                 | 所在地           |
| ------ | -------------------- | ------------ | ------------ | -- | -- | --- | -------------------------------------- | ---------------- |
| 80     | セレンチ駅           |              | 0            | ■  | ■  | 80号線（ブダペスト方面）、98号線（アバウーイサーントー方面）                                                       | ボルショド・アバウーイ・ゼンプレーン県 | セレンチ郡       |
| 100    | メゼーゾンボル駅     | 5            | 5            | ｜ | ■  | 80号線（シャートラヤウーイヘイ方面）                                                                               | ボルショド・アバウーイ・ゼンプレーン県 | セレンチ郡       |
| 100    | タルツァル駅         | 7            | 12           | ｜ | ■  | | ボルショド・アバウーイ・ゼンプレーン県 | トカイ郡         |
| 100    | トカイ駅             | 6            | 18           | ■  | ■  | | ボルショド・アバウーイ・ゼンプレーン県 | トカイ郡         |
| 100    | ラカマズ駅           | 6            | 24           | ○  | ■  | | サボルチ・サトマール・ベレグ県         | ニーレジハーザ郡 |
| 100    | ヴィラーニョシュ駅   | 7            | 31           | ｜ | ■  | | サボルチ・サトマール・ベレグ県         | ニーレジハーザ郡 |
| 100    | ゲレグサーラーシュ駅 | 3            | 34           | ｜ | ■  | 117号線（ティサレク方面）                                                                                          | サボルチ・サトマール・ベレグ県         | ニーレジハーザ郡 |
| 100    | ニールテレク駅       | 6            | 40           | ｜ | ■  | | サボルチ・サトマール・ベレグ県         | ニーレジハーザ郡 |
| 100    | フュゼシュボコル駅   | 3            | 43           | ｜ | ●  | | サボルチ・サトマール・ベレグ県         | ニーレジハーザ郡 |
| 100    | ニーレジハーザ駅     | 7            | 50           | ■  | ■  | ザーホニ方面、ソルノク/ブダペスト西駅方面 113号線（マーテーサルカ方面）、116号線（ヴァーシャーロシュナメーニ方面） | サボルチ・サトマール・ベレグ県         | ニーレジハーザ郡 |